# Stromüberhöhung

Parallelschwingkreis

Von Stromüberhöhung wird gesprochen, wenn in einem Schwingkreis der Strom durch eine Spule bzw. einem Kondensator einen höheren Wert als der Strom in der Zuleitung erreicht.
Dieser Effekt tritt in einem Parallelschwingkreis auf. Dort liegt an Spule und Kondensator aufgrund der Parallelschaltung die gleiche Spannung an, die sinusförmigen Ströme weisen jedoch eine Phasenverschiebung von insgesamt 180° auf (Spule: 90°, Kondensator: −90°).
Bei der Blindleistungskompensation sorgt man durch Zuschaltung eines Kondensators zu einem induktiven Verbraucher dafür, dass die Blindströme in der Zuleitung zum Stromnetz nicht unnötig groß werden.
Die Stromüberhöhung ist bei Resonanz am größten und in diesem Fall proportional zum Gütefaktor Q, das heißt ein Schwingkreis mit einer Güte von 100 hat bei Resonanz und einem Eingangsstrom von einem Ampere Blindströme von 100 Ampere.
{\displaystyle Q={\frac {I_{C}}{I}}\qquad mit\qquad I=I_{R}\qquad und\qquad I_{C}=I_{L}}

Zeigerdiagramm eines Parallelschwingkreises unterhalb der Resonanzfrequenz
Zeigerdiagramm eines Parallelschwingkreises bei Resonanz
Zeigerdiagramm eines Parallelschwingkreises oberhalb der Resonanzfrequenz

## Verwandte Themen
Das Gegenstück beim Reihenschwingkreis ist die Spannungsüberhöhung.